# Ludwigia octovalvis
Ludwigia octovalvis é uma planta da família Onagraceae. É conhecida popularmente como camarambaia ou pelo nome comum de salgueiro-prímula mexicana. Sua distribuição nativa não é clara, mas pode ser encontrada na América Central, Austrália, Sudeste Asiático, Tamilnadu (IND), Oriente Médio, regiões da África Central e da África Ocidental e se espalha facilmente para se naturalizar. Também é cultivada como planta aquática. A planta é conhecida por suas propriedades anti-envelhecimento. A espécie é às vezes considerada uma espécie invasora e é classificada pela IUCN como de menor preocupação com populações estáveis. Uma planta adulta tem em média um metro de altura, mas é capaz de crescer mais alto. Ele se espalha para formar esteiras na lama, enraizando-se em nós em contato com o substrato, ou flutua subindo na água. Suas flores são de aparência amarela. Eles são compostos de hastes verdes e vermelhas. Eles produzem pequenos frutos capsulares contendo muitas sementes minúsculas

## Etimologia
Existem duas explicações etimológicas para o termo:
1. seria originário do termo tupi camarámbai, que significa "camará ruim";[1]
2. seria originário do termo tupi kamarambaîa, que significa "camará de pingentes".[2]